# Sylva Lauerová
Sylva Lauerová, občanským jménem Markéta Elisabeth Kühn, (* 10. června 1962 Brno) je česká spisovatelka a básnířka.

## Vzdělání a osobní život
Vystudovala Právnickou fakultu Masarykovy univerzity, získala titul doktora práv, právní praxi se však nikdy aktivně nevěnovala. Je vdaná za německého architekta, odborníka na tropickou residenční architekturu. Od roku 1997 žije převážně na Seychelských ostrovech.

## Literární styl
Její tvorba osciluje mezi literaturou ryze komerční a projekty uměleckými. Její díla mají sugestivní styl, typický svou dynamikou, moderním a velmi osobitým přístupem k jazyku, nechybějí prvky autenticity, otevřenost při popisu intimní scény anebo nahlížení do psychiky hlavních postav. Snaží se vtáhnout čtenáře do děje a nechává ho být jakýmsi zúčastněným, tichým pozorovatelem, který vnímá a cítí to samé jako hlavní postavy příběhu.

## Dílo

### Bondye i lanmour (2005)
- Kreolsko-anglická verze meditativního CD.

### Hračka (2007)
ISBN 978-80-254-0394-5, kniha se 2krát objevila v žebříčku TOP 10 nejprodávanějších knih v ČR, jedná se o komerční erotický román.

### Michael2007 (2008)
Filozoficko-religiózní rébus[zdroj⁠?!] s andělskou tematikou, v sobě spojuje prózu s poezií, úvahy nad světem reálným a světem nehmotným. V prozaické části nazvané „Manuál pro velké opeřence“ Lauerová seznamuje čtenáře s „teorií“ – principy práce andělských bytostí zde na Zemi. V druhé části nabízí v kontrastu k teorii „praxi“ – dva příběhy psané ve verších, a zde ponechává čtenářům prostor, aby si celý příběh, v básních pouze naznačený, poskládali sami.
Kniha se stala inspirací pro Projekt Michael2007 – výstavu výtvarných děl, která proběhla v září 2008 v karlínských továrních halách. Sedm mladých umělců zde vystavovalo díla inspirováno devíti klíčovými básněmi z knihy. ISBN 978-80-254-2340-0

### Otrok (2009)
Román z prostředí české BDSM scény. Jedná se o intimní psychologické drama, kde se touha ovládat druhé mísí s touhou být ovládán a ponižován. ISBN 978-80-254-5275-2

### Královny slz a ostružin (2010)
"44 básnířek, 421 básní, 1 láska" Ed. Sylva Lauerová. ISBN 978-80-254-7069-5
Básnický almanach ženské milostné poezie 21. století. Jedná se o jednu z nejobsáhlejších publikací (560 stran) prezentující současnou poezii psanou ženami - profesionálkami i amatérkami - která v ČR za poslední desetiletí vyšla.

### Jumaroro (2011)
Mystický román, který v sobě spojuje prvky detektivního příběhu a cestopisu. ISBN 978-80-904933-0-8.
V exotickém prostředí povodí amazonské delty se odehrává téměř mystický příběh s překvapivým vyvrcholením.
Román Jumaroro v sobě spojuje napětí, exotiku a tajemno. S postupujícím dějem před čtenářem vyvstává spousta otázek, stupňuje se jeho představivost, zvědavost a očekávání, stejně jako pocit čehosi nepojmenovatelného, aby se mu ve finále zatajil dech, když na své otázky získá odpověď.
Román Jumaroro je označován za román, kterým Lauerová poprvé oslovuje širokou čtenářskou veřejnost.[zdroj⁠?!]

### Ovace nevlídnosti (2012)
Druhá samostatná básnická sbírka je výběrem poezie z let 2010 až 2012. Již sám paradoxní název dává tušit směr a obsah veršů, které v sobě nesou bolestná a depresivní témata. Ve svých básních přehlíží povrchní světské náměty, objektem její poezie se stává lidská duše a jako již v první básnické sbírce Michael2007 v ní nacházíme hluboký duchovní podtext. Sbírka je doplněna plnobarevnými ilustracemi mladé české výtvarnice Moniky Sedlářové. Jedná se o limitovanou signovanou edici. ISBN 978-80-904933-2-2

### Tichošlap (2012)
Komorní thriller, odehrávající se zčásti v podzemních prostorách pražského metra, nabízí delikátní, mrazivý a lidský příběh tajemného a ošklivého muže bez minulosti. Pointa příběhu je opět překvapivá a čtenáři se setkávají s autorčinou fascinací hlubinami lidské mysli a jejím empatickým vhledem do cítění druhých. Autorka si ponechává svůj autentický literární styl, obohacuje jej však o nový, pozvolný a temný poetizující odstín, který dává románu Tichošlap zcela osobitý ráz. ISBN 978-80-904933-3-9

### SEXY strategie (2015)
Po třech letech odmlky přichází Sylva Lauerová se svou SEXY strategií. Pod hlavičkou vydavatelství Mladá fronta vnáší na českou literární scénu opět něco zcela nového. Svěží a vtipné čtení nahlížející do zákoutí ženské duše a nabízející řadu originálních rad, které je současně chytrou knihou pro moderní ženu. Lauerová trefně střílí do vlastních řad, bere si na mušku nejen slabosti ženské psychiky, ale i současného muže (Experimentální atlas mužů), opět se nevyhýbá ani těm nejintimnějším tématům a přímočaře míří vždy do černého. Již dva týdny po svém vydání se kniha stala bestsellerem a zařadila se mezi 10 nejprodávanějších knih v ČR. ISBN 978-80-204-3878-2

### Tichošlap, komiksový román (2016)
Komiks Tichošlap je inspirován komorním thrillerem téhož jména, vydaným v roce 2012. Nabízí zcela nový typ superhrdiny, jiný, než jaký známe z populárních Marvelových komiksů. Atraktivita mystického příběhu je umocněna prostředím kouzelné Prahy, anonymní divoké metropole, kde je metro nejoblíbenějším dopravním prostředkem a osou, na které se prolínají osudy jejích obyvatel. Osudy těch, kteří ještě netuší, co jim přinese jedno jediné krátké setkání „tváří v tvář“ s podivným, nemluvným a odpudivým mužem. ISBN 978-80-87801-06-2

### Experimentální atlas mužů (2019)
Vtipnou, odvážnou a genderově odvázanou knihu pro své čtenáře připravila Sylva Lauerová ve spolupráci s nakladatelstvím CPress z mediální skupiny ALBATROS. Bohatě ilustrovaný Experimentální atlas mužů v rámci devíti čeledí nabízí několik desítek druhů mužů vyskytujících se na našem území. Kniha úspěšně parodující vědeckou publikaci se zaměřuje na výskyt a signifikantní rysy zkoumaných endemických druhů mužů a chovatelkám či chovatelům poskytuje cenné rady pro domácí péči. Autorem ilustrací je přední český kreslíř Tomáš Kučerovský. V červnu 2021 obdržela kniha čestné uznání Ceny Miroslava Švandrlíka. Tuto cenu každoročně uděluje Obec spisovatelů České republiky. ISBN 978-80-264-2818-3

### Klóketen (2022)
V pořadí třetí básnická sbírka autorky nese podtitul Zápisky z dozrávání. Název, inspirovaný jazykem dnes již zaniklého jihoamerického kmene indiánů Ona, je označením pro novice procházejícího náročným iniciačním rituálem dospělosti. Kniha je rozdělena do tří pomyslných částí: krátkých meditativních zastavení, výboru z autorčiny tvorby, a to jak v českém, tak anglickém jazyce, a lyrickoepické básně Klóketen, vracející se k bolestnému tématu značně opomíjené genocidy původních obyvatel Jižní Ameriky. Pro ztvárnění finální podoby Klóketenu přizvala Sylva Lauerová malířku Romanu Štrynclovou. Z jejich spolupráce vznikly ilustrace, které sbírku citlivě doplňují a brilantně vystihují atmosféru nevšední poetiky, se kterou se v knize můžeme setkat. ISBN 978-80-87801-11-6

### Hodina zmijí (2022)
Příběh, v němž je všechno možné. Příběh, který se může stát i vám! Ale kde je pravda a co je lež?
Sylva Lauerová si po delší časové odmlce připravila pro své čtenáře moderní, pravdě ne nepodobný příběh s detektivními prvky, plný napětí a nenadálých zvratů. Román plný podezírání a hledání pravdy je thrillerem, který odhaluje nebezpečí všudypřítomnosti lži v mezilidských vztazích, je postaven na dialozích a v dechberoucím tempu čtenářům opět nabídne vzrušující zápletku a překvapivý závěr. ISBN 978-80-87801-12-3

## Média, projekty
Sylva Lauerová pravidelně publikuje v českých periodikách (např. Marianne, Psychologie dnes), moderuje umělecké akce (např. Shooting Fashion Stars, Fatamorgana – Bruselský sen) a zároveň stojí u zrodu a podpory celé řady uměleckých projektů (výstavy, výtvarné happeningy, experimentální módní show atd.).
- Fatamorgana – módní show pro výstavu Bruselský sen (Praha 2008, Brno 2009), ve spolupráci s OLO-Dressing a módním návrhářem Jakubem Polankou
- DRESSING Portfolio – projekt nového časopisu o českém výtvarném umění
- Projekt IMPERSONED – během léta 2009 vznikala první módní kolekce projektu IMPERSONED, ve spolupráci s módním návrhářem Vojtěchem Novotným a OLO-Dressing. Jedná se o projekt módních kolekcí, které jsou tvořeny na míru slavným osobnostem českého showbusinessu a umocňují jejich charakter. První kolekce byla představena na podzim roku 2009 v rámci Dnů designu Designblok 2009 Praha.
- Poetický triptychon – projekt, představen v roce 2010, spojuje poezii, hudbu a krátký film.
- ŠACH MAT - scénická oděvní kolekce s názvem ŠACH MAT byla připravována pro značku OLO-DRESSING ve spolupráci Zuzany Kubíčkové, Dany Bezděkové a OLO. Kolekce byla představena na Dnech designu Designblok '10 prostřednictvím módní performance, jíž se zúčastnila také Sylva Lauerová - prezentovala model "Bílá královna". video
- AQUO, Ivana Kaňovská - kolekce avantgardních scénických pokrývek hlavy módní designérky Ivany Kaňovské, která byla představena na pražském Fashion Weekendu 2012, byla inspirována exotickým románem Jumaroro. video
- KLAN LÉTAJÍCÍCH LIDÍ 2015 - projekt, spojující experimentální poezii, fónický experiment, minimalistickou hudbu a fotografii.[12][13]
- CHOOSE YOURSELF 2019 - exkluzivní kalendář českého autorského šperku, který vznikl ve spolupráci s neziskovou organizací Czech Fashion Council, která podporuje rozvoj a propagaci původní české módy u nás i ve světě. Spojení extravagantní ženské osobnosti s nádhernými šperky našich současných designerů zachytil v Miláně světově uznávaný fotograf Karel Losenický.[14] video